# Campeonato Paranaense de Futebol de 1971
O Campeonato Paranaense de Futebol de 1971 foi uma competição esportiva organizada pela Federação Paranaense de Futebol ocorrida de 23 de janeiro a 1 de agosto deste mesmo ano. Contou com a participação de vinte agremiações do estado e sagrou o Coritiba Foot Ball Club como campeão e o União Bandeirante Futebol Clube como vice.
A competição apresentou 238 jogos e totalizou 633 gols marcados, com média de 2,66 gols por partida. O atleta com melhor desempenho individual do campeonato foi Tião Abatiá, do vice-campeão, que marcou dezenove gols e se tornou o artilheiro.
O público médio foi de 3.425 pagantes nos estádios da competição.

## Participantes
| Equipe                                       | Cidade         | Região                            | No ano anterior                                                                      | Estádio                                | Capacidade | Títulos                                           | Participações |
| -------------------------------------------- | -------------- | --------------------------------- | ------------------------------------------------------------------------------------ | -------------------------------------- | ---------- | ------------------------------------------------- | ------------- |
| Esporte Clube Água Verde                     | Curitiba       | Região Metropolitana de Curitiba  | Sétimo Lugar                                                                         | Estádio Orestes Thá                    | --         | 1 (1967)                                          | 30            |
| Ferroviário                                  | Curitiba       | Região Metropolitana de Curitiba  | Oitavo Lugar                                                                         | Estádio Durival Britto e Silva         | --         | 8 (1937, 1938, 1944, 1948, ,1950,1953,1965,1966 ) | 32            |
| Coritiba Foot Ball Club                      | Curitiba       | Região Metropolitana de Curitiba  | Vice Campeão                                                                         | Estádio Belfort Duarte                 | --         | 19 (último em 1969)                               | 49            |
| Clube Atlético Paranaense                    | Curitiba       | Região Metropolitana de Curitiba  | Campeão                                                                              | Estádio Joaquim Américo                | --         | 11 (último em 1970)                               | 39            |
| Clube Atlético Seleto                        | Paranaguá      | Litoral Paranaense                | Sexto Lugar                                                                          | Estradinha                             | --         | 0 (não possui)                                    | 11            |
| Grêmio Esportivo Recreativo de Apucarana     | Apucarana      | Microrregião de Apucarana         | Décimo Lugar                                                                         | Estádio Bom Jesus da Lapa              | --         | 0 (não possui)                                    | 13            |
| Londrina Esporte Clube                       | Londrina       | Microrregião de Londrina          | Nono Lugar                                                                           | Estádio do Café                        | --         | 1 (1962)                                          | 2             |
| Grêmio Maringá                               | Maringá        | Microrregião de Maringá           | Quinto Lugar                                                                         | Estádio Willie Davids                  | --         | 2 (1963,1964)                                     | 10            |
| União Bandeirante Futebol Clube              | Bandeirantes   | Microrregião de Cornélio Procópio | Vice Campeão                                                                         | Estádio Comendador Luís Meneghel       | --         | 0 (não possui)                                    | 7             |
| Atlético Clube Paranavaí                     | Paranavaí      | Microrregião de Paranavaí         | Décimo Primeiro Lugar                                                                | Estádio Municipal Dr. Waldemiro Wagner | --         | 0 (não possui)                                    | 10            |
| Grêmio Esportivo Oeste                       | Guarapuava     | Microrregião de Guarapuava        | Terceiro Lugar                                                                       | Estádio Romeu Bastos                   | --         | 0 (não possui)                                    | 3             |
| Associação Pontagrossense de Desportos       | Ponta Grossa   | Microrregião de Ponta Grossa      | Resultado da Fusão entre o Guarani Sport Club e o Operário Ferroviário Esporte Clube | Estádio Germano Krüger                 | --         | 0 (não possui)                                    | 1             |
| Jandaia Esporte Clube                        | Jandaia do Sul | Microrregião de Apucarana         | Décimo Terceiro Lugar                                                                | Estádio Hermínio Vignoli               | --         | 0 (não possui)                                    | 5             |
| Nacional Atlético Clube Sociedade Civil      | Rolândia       | Microrregião de Londrina          | Não Participou                                                                       | Estádio Erich George                   | --         | 0 (não possui)                                    | 8             |
| Cascavel Futebol Clube                       | Cascavel       | Microrregião de Cascavel          | Campeão do Campeonato Paranaense de Futebol de 1970 - Segunda Divisão                | Estádio Ciro Nardi                     | --         | 0 (não possui)                                    | 1             |
| Cambé Atlético Clube                         | Cambé          | Microrregião de Londrina          | Não Participou                                                                       | Estádio Municipal José Garbelini       | --         | 0 (não possui)                                    | 7             |
| Associação Atlética Astorga                  | Astorga        | Microrregião de Astorga           | Não Participou                                                                       |                                        | --         | 0 (não possui)                                    | 6             |
| Associação Esportiva e Recreativa Mourãoense | Campo Mourão   | Microrregião de Campo Mourão      | Estreante                                                                            | Estádio Municipal Roberto Brzezinski   | --         | 0 (não possui)                                    | 1             |
| Caramuru Esporte Clube                       | Castro         | Microrregião de Ponta Grossa      | Não Participou                                                                       | --                                     | --         | 0 (não possui)                                    | 12            |
| Rio Branco Sport Club                        | Paranaguá      | Litoral Paranaense                | Não Participou                                                                       | Estradinha                             | --         | 0 (não possui)                                    | 17            |

## Classificação final
| Pos. | Clube                                      | Cidade         |
| ---- | ------------------------------------------ | -------------- |
| 1    | Coritiba Foot Ball Club                    | Curitiba       |
| 2    | União Bandeirante Futebol Clube            | Bandeirantes   |
| 3    | Colorado Esporte Clube                     | Curitiba       |
| 4    | Clube Atlético Paranaense                  | Curitiba       |
| 5    | Londrina Esporte Clube                     | Londrina       |
| 6    | Grêmio Maringá                             | Maringá        |
| 7    | Associação Pontagrossense de Desportos     | Ponta Grossa   |
| 8    | Atlético Clube Paranavaí                   | Paranavaí      |
| 9    | Esporte Clube Água Verde                   | Curitiba       |
| 10   | Jandaia Esporte Clube                      | Jandaia do Sul |
| 11   | Nacional Atlético Clube                    | Rolândia       |
| 12   | Cascavel Futebol Clube                     | Cascavel       |
| 13   | Clube Atlético Cambé                       | Cambé          |
| 14   | Associação Atlética Astorga                | Astorga        |
| 15   | Atlético Esportivo e Recreativo Mourãoense | Campo Mourão   |
| 16   | Rio Branco Sport Club                      | Paranaguá      |
| 17   | Clube Atlético Seleto                      | Paranaguá      |
| 18   | Caramuru Esporte Clube                     | Castro         |
| 19   | Grêmio Esportivo Oeste                     | Guarapuava     |
| 20   | Grêmio Esportivo e Recreativo de Apucarana | Apucarana      |

| Campeão Paranaense de 1971         |
| ---------------------------------- |
| Coritiba Foot Ball Club 20° Título |